# Црква брвнара у Горобиљу
Црква брвнара у Горобиљу код Пожеге саграђена је 1705. године и једна је од најстаријих, али и најмањих у Србији. Црква је посвећена Рођењу Св. Јована Крститеља и сигурно је највећа знаменитост у Горобиљу. Након сеобе Срба под патријархом Арсенијем Чарнојевићем 1690. године, новодосељено становништво на овом простору затекло је пуст крај, без цркве. Према предању, локални спахија је дозволио изградњу дрвене цркве у густој шуми горњег дела села, али да „не буде већа од обора“. Да би црква била што неупадљивија није била издигнута од земље, а врата су била врло ниска (и данас је потребно сагнути се приликом уласка). Према још једном предању ова црква првобитно је била саграђена у засеоку Слатина, одакле су је Горобиљци, када су сазнали да се Турци спремају да је запале, једне ноћи тајно расклопили и пренели „на себи“ у заселак Почеча.
Црква је први пут спаљена од стране Турака између Кочине крајине и Првог српског устанка (1788-1804). Обновљена је 1810, да би је 1813. године Турци поново спалили после слома устанка. Нова обнова уследила је 1820. године. Када је 1832. године укинута забрана црквених звона у ослобођеној Србији, Горобиљци су добавили једно звоно из Аустрије и поставили га на звонару поред цркве 1833. године.
Све до 1936. године једини сачувани римски споменик у Горобиљу, жртвеник са натписом I. O. C. TAVRO PROCULUS L. P. налазио се у цркви, испред олтара и служио је као часна трпеза. На простору села налазило се више споменика из античког периода, али су време и небрига људи учинили да је опстао само овај, који је био заштићен светошћу хришћанске цркве. Када је црква обновљена 1936. године (и одигнута од земље) тадашњи епископ жички, Николај Велимировић, саветовао је мештане и локалног свештеника да се жртвеник изнесе из цркве, пошто је то пагански споменик. Данас се он налази у црквеној порти.
Поред цркве је 1907. године саграђена школа, која је срушена 1977. године, након чега је у средини села, удаљена од цркве, изграђена нова школа 1984. Црква брвнара у Горобиљу од најмање је врсте, прекривена је шиндром и украшена обојеним тракастим шарама. Конструкцију храма чине храстова брвна дебљине 12 центиметара, која су на крајевима спојена у ћерт. Дужина цркве је 9,9 метара, а ширина 4,5 метара. Иконостас су сликали зограф из Негришора (Драгачево) Јанко Михаиловић Молер и његов син Сретен Протић-Молеровић 1833. године. Црква је темељно обновљена, препокривена шиндром, а поред ње изграђена је нова дрвена звонара.